# Changement climatique et genre

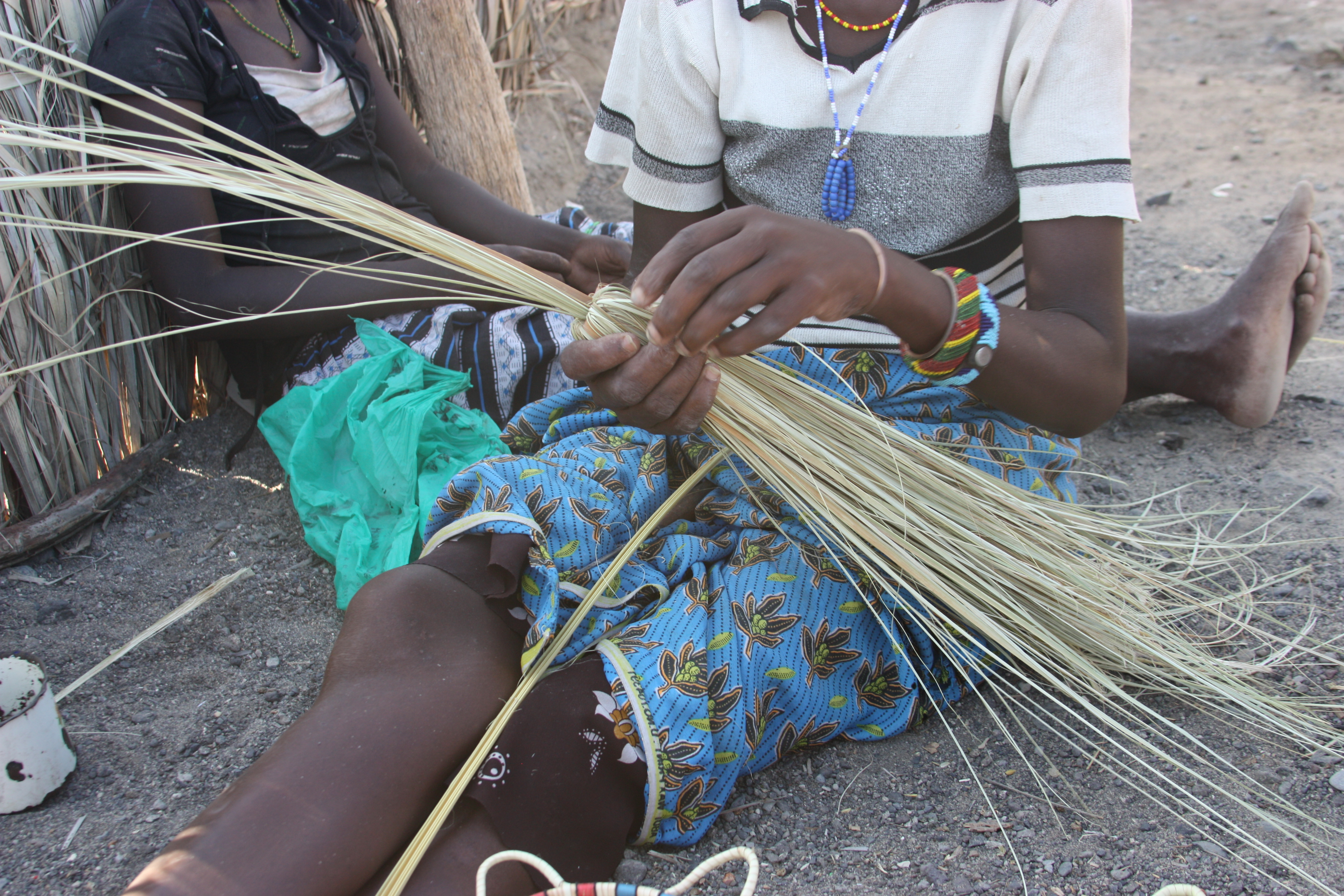
La vannerie chez les El Molo au Kenya.

Les effets du changement climatique ne sont pas identiques pour les femmes et pour les hommes. Cela ne résulte pas des différences biologiques dues au sexe, mais de la construction sociale des rôles et des relations de genre, qui affectent leurs comportements socialement acceptés. Des différences liées au genre ont également été identifiées en ce qui concerne la sensibilisation, le lien de causalité et la réponse au changement climatique, et de nombreux pays ont élaboré et mis en œuvre des stratégies et des plans d'action fondés sur le genre.
Dans de nombreux cas, l'inégalité entre les genres signifie que les femmes sont plus vulnérables aux effets négatifs du changement climatique. Cela est dû aux rôles de genre, en particulier dans les pays en développement, ce qui signifie que les femmes dépendent souvent de l'environnement naturel pour leur subsistance et leurs revenus. En limitant davantage l'accès déjà limité des femmes aux ressources physiques, sociales, politiques et fiscales, le changement climatique pèse souvent plus sur les femmes que sur les hommes et peut amplifier les inégalités existantes entre les genres.

## Effets des catastrophes selon les genres

### Différence dans le nombre de décès entre hommes et femmes
Une étude de la London School of Economics a révélé que, lors de catastrophes naturelles dans 141 pays, les différences de décès entre les genres étaient corrélées aux droits économiques et sociaux des femmes dans ces pays. En raison de leur statut social, les femmes des pays en développement n'ont pas accès à ce qui peut se révéler comme une technique de survie comme la natation ou l'escalade, ce qui signifie qu'elles sont plus susceptibles de mourir lors d'une catastrophe naturelle,. Lorsque les femmes ont moins de droits et moins de pouvoir dans la société, un plus grand nombre d'entre elles meurent en raison du changement climatique, mais les taux de mortalité se rapprochent lorsque ces droits et pouvoirs se rapprochent.
La mortalité due à la chaleur, exacerbée par le changement climatique, touche plus les femmes que les hommes, en grande partie parce que les personnes âgées sont les premières victimes et que les femmes âgées sont plus nombreuses que les hommes.

### Abus sexuels et transmission de maladies
Les catastrophes naturelles perturbent les routines quotidiennes et compliquent le genre et les rôles familiaux, ce qui peut rendre les victimes de catastrophes naturelles impuissantes. Ces sentiments entraînent souvent une agression contre des groupes moins puissants. Les femmes et les enfants des pays développés et en développement courent un risque plus élevé d'abus sexuels pendant et après les catastrophes naturelles qu'auparavant. L'utilisation du préservatif pendant les catastrophes est également plus faible qu'à d'autres moments, en raison d'un accès réduit aux préservatifs. Combinée à la propagation accélérée des maladies et des infections dans les pays en développement, l'effondrement de l'ordre social et la malnutrition qui accompagne parfois le changement climatique ont entraîné des taux plus élevés de dengue, de paludisme, de VIH et de transmission des MST, en particulier pour les femmes. Les femmes âgées sont également particulièrement exposées aux catastrophes naturelles et aux périodes de crise, car elles sont plus sensibles aux risques sanitaires induits par le climat comme les maladies et parce qu'elles sont souvent isolées du soutien social auquel les hommes et certaines femmes plus jeunes ont accès.

## Différences entre les genres dans les perceptions du changement climatique
Une étude sur les jeunes en Finlande montre que les inquiétudes concernant le changement climatique ont un impact plus important sur la consommation chez les femmes que chez les hommes. Cela peut correspondre à des différences de perception du changement climatique. Les femmes sont généralement d'accord avec les scientifiques sur le fait que les émissions anthropiques de gaz à effet de serre sont principalement responsables du changement climatique (hommes : 56 %, femmes : 64 %) et sont plus préoccupées par ses effets : 29 % des hommes et 35 % des femmes aux États-Unis s'inquiètent beaucoup du changement climatique.
Une autre étude a été menée en 2016 pour mesurer et inspecter les effets du genre et de l'orientation politique sur les perceptions du changement climatique. Les données ont été collectées via des questionnaires en ligne auprès de 367 participants du Brésil, dont 151 hommes et 216 femmes, et 221 participants de Suède dont 75 hommes et 146 femmes. Les résultats de l'étude ont montré une forte corrélation positive entre les hommes conservateurs et le déni du changement climatique dans les deux groupes (coefficient de corrélation des Suédois de 0,22, coefficient de corrélation des Brésiliens de 0,19), indiquant que les hommes (généralement avec une orientation politique conservatrice) sont plus susceptibles de nier l'existence de changement climatique. Les femmes des deux groupes ont pour la plupart montré des résultats opposés, ce qui indique que les femmes sont plus susceptibles de reconnaître l'existence du changement climatique.

## Différences entre les genres dans les contributions au changement climatique

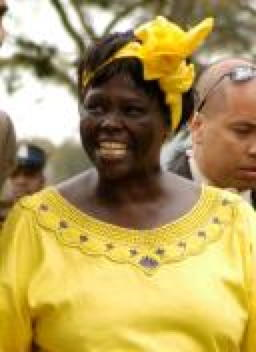
« Les femmes détiennent la clé de l'avenir du climat » - Wangari Maathai.

La contribution au changement climatique par le biais des émissions de gaz à effet de serre est corrélée au sexe. Une étude sur l'utilisation de la voiture en Suède, par exemple, a révélé que les hommes sont plus susceptibles d'utiliser la voiture, sur de plus longues distances et seuls par rapport aux femmes, émettant ainsi plus de CO2.

## Différences entre les genres dans la vulnérabilité au changement climatique

### Agriculture

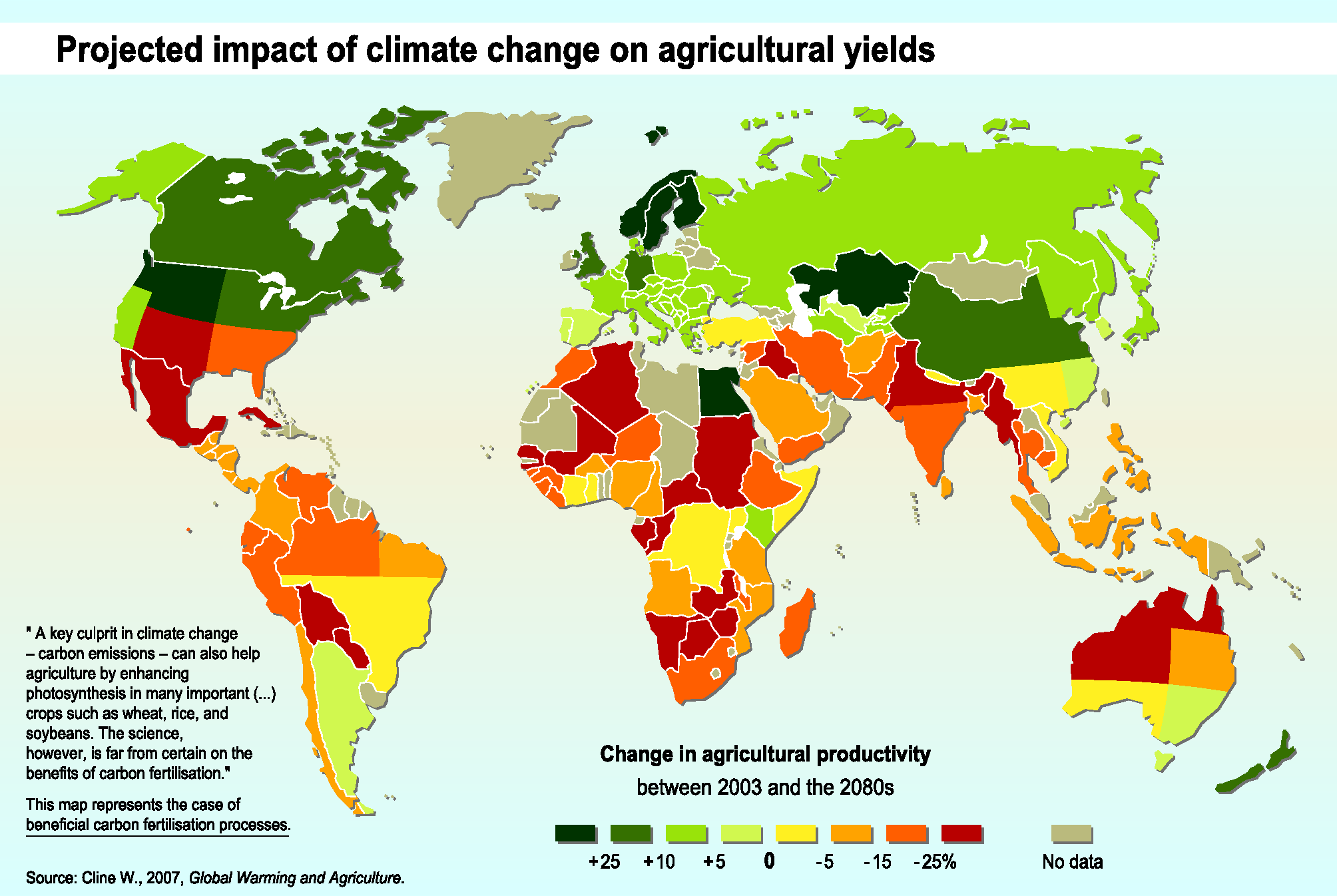
Impact projeté du changement climatique sur les rendements agricoles d'ici les années 2080, par rapport aux niveaux de 2003.

Les pauvres s'appuient sur l'environnement et ses ressources naturelles pour leur subsistance et leurs revenus ; la recherche sur la pauvreté révèle que de nombreux pauvres sont des femmes car, en tant que groupe, elles ont moins de pouvoir. De nombreuses femmes dans les pays en développement sont agricultrices, mais les femmes ont moins accès à l'éducation, la terre, le bétail et la technologie, ce qui signifie que le changement climatique peut avoir un impact négatif sur les agricultrices plus que sur les agriculteurs masculins en limitant davantage leurs ressources. En 2009, les femmes produisaient entre 60 et 80 pour cent des aliments dans le monde en développement, mais elles possédaient 10 pour cent des terres agricoles et 2 pour cent des droits fonciers.
À mesure que la planète se réchauffe et que l'accès à l'eau change, les rendements des cultures ont tendance à diminuer. Ces effets ne sont pas uniformes et ont le plus grand impact sur les régions du monde où l'économie dépend de l'agriculture. Dans les pays en développement, les femmes sont souvent chargées d'obtenir l'eau, le bois de chauffage et d'autres ressources pour leur famille, mais ces ressources sont directement affectées par le changement climatique, et les femmes doivent voyager plus loin et travailler plus longtemps pour y accéder du fait de la crise climatique,. Le changement climatique accroît le fardeau imposé aux femmes par la société et limite encore leur accès à l'éducation et à l'emploi.

### Augmentation des inégalités dues au changement climatique
Le cinquième rapport d'évaluation du GIEC conclut qu'il existe des « preuves solides » d'une augmentation des inégalités entre les sexes en raison des événements météorologiques ainsi que de la perpétuation de vulnérabilités différentielles. L'augmentation des inégalités due au changement climatique peut avoir plusieurs raisons. Par exemple, les filles sont souvent confrontées à des risques plus graves que les garçons en raison de la répartition inégale des rares ressources au sein du ménage. Cet effet est amplifié par la rareté des ressources induite par le changement climatique. En outre, le changement climatique entraîne souvent une augmentation de l'exode des hommes. Cela laisse aux femmes une charge de travail accrue à la maison, ce qui entraîne une féminisation des responsabilités. Le changement climatique devrait augmenter la fréquence et l'ampleur des risques naturels tels que les canicules. Pendant et après ces risques, les soins aux enfants, aux malades et aux personnes âgées assurés par les femmes augmente, ce qui s'ajoute à un volume déjà important de tâches ménagères.

## Différences entre les genres dans la science du changement climatique
Selon une enquête réalisée le 25 avril 2014 par les coprésidents du GIEC et l'Unité de soutien technique (TSU) du GIEC, de nombreux auteurs interrogés ont déclaré qu'ils voyaient la nécessité d'un meilleur équilibre entre les sexes. Cela se reflète dans l'équilibre hommes-femmes des contributeurs au cinquième rapport d'évaluation du GIEC. Seuls 27% des contributeurs du groupe de travail II, concernés par les impacts, l'adaptation et la vulnérabilité et 18,5% des contributeurs du groupe de travail I, concernés par la base des sciences physiques, sont des femmes. Cela s'applique également à d'autres organisations, car par exemple, seulement 7% des postes de direction dans les bureaux des Services météorologiques nationaux sont des femmes. Sur une note similaire, une étude menée par l'Université d'Oxford en 2007 en coopération avec la Nielsen Company a révélé que 18 des 22 «porte-parole les plus influents sur le changement climatique» sont des hommes. Les femmes porte-parole n'étaient ni des politiciennes ni des scientifiques.

## Différences entre les genres dans les politiques liées au changement climatique
Les politiques d'atténuation tentent de modérer l'intensité des effets du changement climatique grâce à des mesures telles que la réduction des gaz à effet de serre et l'augmentation des puits de carbone. Selon la recherche, les hommes et les femmes utilisent leurs connaissances de leur environnement pour atténuer les catastrophes, et ces connaissances se diffusent par le biais de l'éducation informelle. Certaines de ces connaissances comprennent les processus de conservation des aliments, les méthodes de construction et la compréhension des ressources naturelles de la région. Les efforts d'atténuation ignorent largement le genre.
La politique adaptative implique des efforts spontanés ou planifiés pour s'adapter aux effets négatifs du changement climatique et tirer parti des effets bénéfiques. Les hommes et les femmes réagissent différemment au changement climatique et par la suite aussi aux mesures d'adaptation, qui peuvent affecter les hommes et les femmes de manière inégale, lorsque la perspective de genre est ignorée dans la politique. Par exemple, le cinquième rapport du GIEC souligne que les mesures d'adaptation dans l'agriculture peuvent dans certains cas conduire à une augmentation des inégalités entre les sexes.
L'analyse du genre dans le changement climatique ne se limite cependant pas aux femmes. Cela signifie également non seulement d'appliquer un système d'analyse binaire homme / femme sur des ensembles de données quantitatives, mais aussi d'examiner les constructions discursives qui façonnent les relations de pouvoir liées au changement climatique.

### Approches les plus efficaces pour des politiques qui tiennent compte du genre
Certains chercheurs recommandent d'incorporer les dimensions de genre dans la recherche et d'utiliser des approches des droits de l'homme comme les objectifs du Millénaire pour le développement et la CEDAW comme cadres de réponse au changement climatique,,. Plusieurs organisations pensent que lier les approches d'atténuation et d'adaptation, financer également les deux types d'efforts et intégrer le genre dans les politiques d'atténuation et d'adaptation permettra de mieux répondre aux conséquences du changement climatique. Le PNUD impose l'intégration de la dimension de genre dans toutes les mesures d'adaptation, ce qui signifie que les réponses adaptatives au changement climatique doivent tenir compte du genre et de l'égalité des sexes dès leur création et ne peuvent pas incorporer cette composante de genre plus tard dans leur développement ou seulement dans certains domaines. D'autres estiment que imposer des programmes d'intégration aux communautés peut rendre les politiques prenant en compte le genre moins efficaces et peut même être contre-productives, en mettant l'accent sur les différences de genre et en isolant les questions de genre des autres secteurs touchées par le changement climatique.

### Autres politiques d'atténuation
En 2009, les participants à la Conférence des Nations unies sur l'environnement et le développement ont convenu d'un mécanisme de protection des forêts appelé Réduction des émissions dues à la déforestation et à la dégradation des forêts (REDD). Certaines organisations de développement font l'éloge du mécanisme REDD, mais d'autres critiquent sa fonction en tant qu'instrument basé sur le marché et son impact sur les communautés locales.

### Autres politiques d'adaptation
Certains chercheurs pensent qu'une politique sur le changement climatique qui ne prend pas en compte le genre n'est pas efficace. Une grande partie de la politique sur le changement climatique créée avant le XXIe siècle était axée sur les effets économiques plutôt que sociaux du changement climatique. La recherche et la politique sur le changement climatique ont commencé à s'intéresser au genre au XXIe siècle. La Convention sur l'élimination de toutes les formes de discrimination à l'égard des femmes (CEDAW), les objectifs du Millénaire pour le développement et le Programme d'action de Beijing sont tous des initiatives soucieuses de l'égalité des sexes qui peuvent influer sur la politique en matière de changement climatique. Certaines des réponses internationales au changement climatique qui ne tiennent pas compte du genre comprennent l'Agenda 21, la Déclaration de Rio sur l'environnement et le développement, le Protocole de Kyoto et le Plan d'action de Bali.
La Convention sur la diversité biologique (CDB) et la Convention-cadre des Nations Unies sur les changements climatiques ont incorporé les dimensions du genre, en particulier à travers un plan d'action pour l'égalité des sexes,. Roehr note que, si les Nations unies se sont officiellement engagées à intégrer la dimension de genre, dans la pratique l'égalité des sexes n'est pas atteinte dans le contexte du changement climatique. Peu de données et de recherches se traduisent par une sensibilisation insuffisante aux questions de genre dans les politiques adoptées.

### Inclure les femmes dans les processus d'élaboration des politiques
Les inégalités entre les sexes émergent non seulement dans le contexte du changement climatique en tant que réalité physique, mais aussi dans les discours et les négociations sur le changement climatique,,. Cela se reflète dans le fait que les hommes dominent à tous les niveaux du débat sur le changement climatique, de la science à la politique, du niveau local au niveau mondial. Cela a un effet sur les politiques de changement climatique.
Les femmes peuvent être des acteurs importants dans la politique sur le changement climatique car elles ont des connaissances spécifiques sur par exemple la gestion des ressources en eau,. Bien que les femmes des zones rurales dépendent fortement de l'environnement, elles ne sont généralement pas représentées dans les processus de prise de décisions concernant le changement climatique. Les recherches de CARE montrent que lorsque les femmes contrôlent le revenu familial, il est plus susceptible d'être dépensé pour le développement humain. Les femmes sont généralement plus opposées au risque que les hommes et prennent des décisions plus prudentes. Pourtant, en 2008, la Commission et le Conseil de l'UE sur la politique d'adaptation n'ont pas du tout abordé la question du genre,. Les rôles de genre et les pressions institutionnelles et sociales qui en découlent peuvent entraver les capacités d'adaptation. La plupart des universitaires et des organisations qui luttent contre le changement climatique conviennent que les décideurs doivent travailler avec les femmes et les hommes et les prendre en considération à tous les niveaux.

### Science et politique du patriarcat et du changement climatique
Certaines chercheuses féministes soutiennent que le débat sur le changement climatique est non seulement dominé par les hommes mais aussi principalement façonné par des principes « masculins », ce qui limite les discussions sur le changement climatique à une perspective qui se concentre sur les solutions techniques et explique l'incapacité à s'adapter et à atténuer le changement climatique,. Huraera Jabeen souligne l'impact des pratiques spatiales qui manifestent les relations de pouvoir et marginalisent les femmes. La subjectivité et les relations de pouvoir souvent cachées qui conditionnent réellement la politique et la science du changement climatique, conduisent à un phénomène que Nancy Tuana appelle «l'injustice épistémique».
De même, Sherilyn MacGregor critique le discours scientifique d'un point de vue moins quantitatif mais se concentre sur les aspects discursifs. Elle affirme que définir le changement climatique comme un problème de conduite scientifique naturelle «dure» et de sécurité naturelle le maintient dans les domaines traditionnels de la masculinité hégémonique,. Joni Seager soutient que l'objectif des 2 °C, qui est un sujet récurrent dans le débat sur le changement climatique, n'est pas, comme on le suppose souvent, un objectif de sécurité pour tous les habitants de la planète. Il assurera plutôt la stabilité d'un capitalisme patriarcal et, par la suite, la continuité du pouvoir de ceux qui sont puissants aujourd'hui.

## Études de cas

### Bangladesh
Le Bangladesh est sujet aux inondations en raison de sa position en tant que delta fluvial,. En 2012, il a été qualifié de pays moins avancé par les Nations Unies, avec des taux de pauvreté élevés et un gouvernement faible, ce qui signifie qu'il est particulièrement vulnérable aux catastrophes naturelles. Il est densément peuplé et en 2010, environ 63 pour cent de sa population travaille dans les secteurs de l'agriculture, de la foresterie ou de la pêche. Un peu moins de la moitié de la population du Bangladesh est constituée de femmes et, en 2001, 80% des femmes vivent dans des zones rurales. Les femmes du Bangladesh sont particulièrement vulnérables au changement climatique car elles ont une mobilité et un pouvoir limités dans la société. La recherche montre que, après le cyclone et les inondations de 1991, les femmes bangladaises âgées de 20 à 44 ans ont eu un taux de mortalité beaucoup plus élevé que les hommes du même âge: 71 pour 1000, contre 15 pour 1000 pour les hommes. Lors de l'avertissement du cyclone, de nombreuses femmes sont mortes en attendant chez elles le retour de leurs proches avant de chercher un refuge.

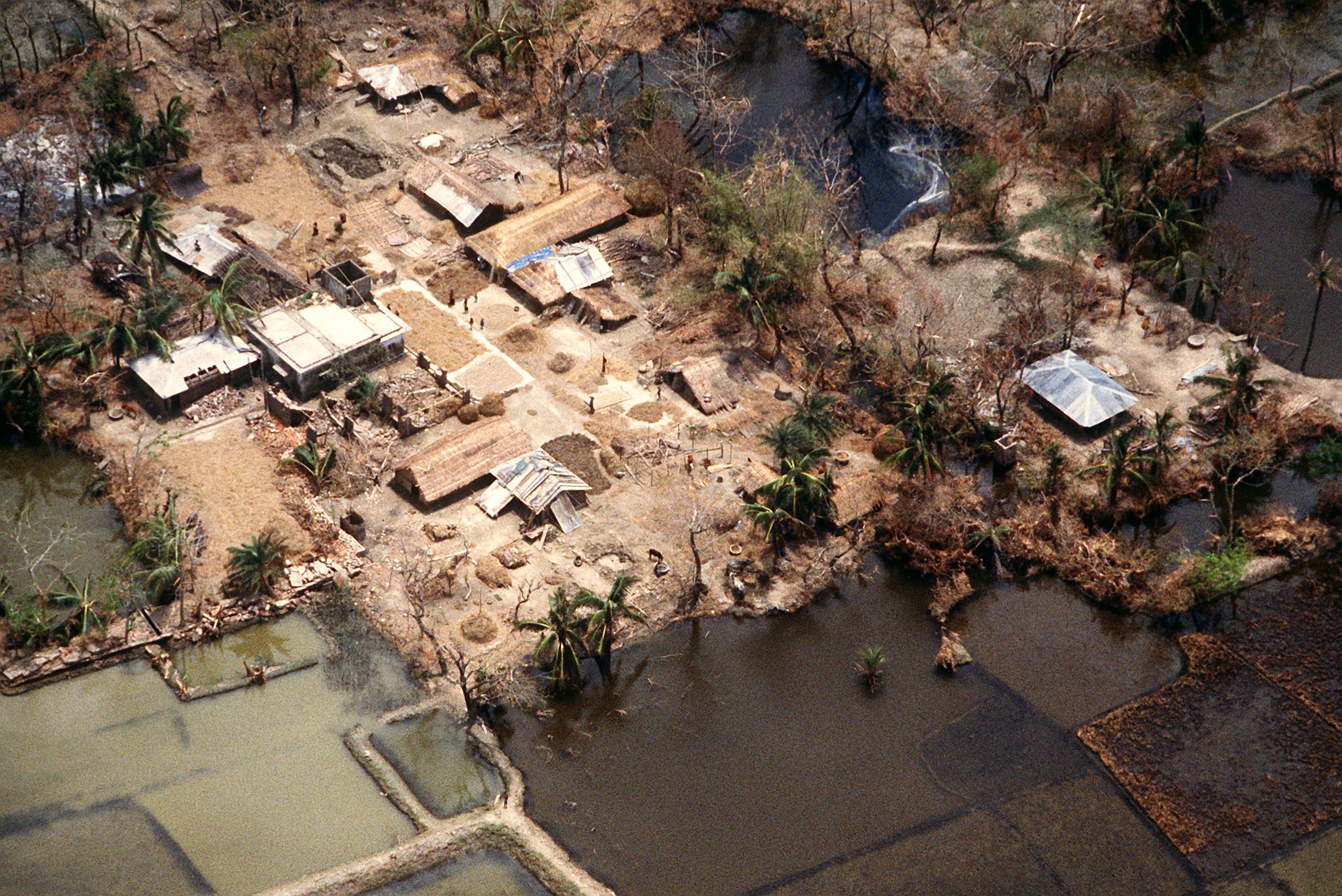
Village inondé après le cyclone de 1991.

À mesure que le changement climatique progresse, l'accès aux sources d'eau et leur salinisation deviennent des problèmes au Bangladesh. Quand il y a un manque d'eau potable, les femmes sont responsables de l'approvisionnement, quelle que soit la distance qu'elles doivent parcourir ou le terrain qu'elles doivent parcourir. Lors de catastrophes naturelles, le chômage des hommes augmente. Lorsque les hommes se retrouvent au chômage, les responsabilités des femmes augmentent car elles doivent garantir et gérer leurs revenus et leurs ressources en plus de nourrir la famille et de s'occuper des enfants et des personnes âgées. À mesure que le nombre d'hommes à la maison sans revenu ni profession augmente, de plus en plus de femmes signalent des violences psychologiques et physiques de la part de leurs proches masculins. Pour faire face au changement climatique, les femmes stockent des allumettes, de la nourriture pour la famille, du fourrage pour le bétail, des médicaments et des carburants dans des endroits sûrs pour pallier une catastrophe. Elles enseignent également à leurs enfants des compétences telles que la natation pour les préparer à la crise. L'ONG CARE estime que des emplois résilients au climat tels que l'élevage de canards peuvent aider à accroître la résilience des femmes du Bangladesh au changement climatique.
Depuis les catastrophes de 1991, les femmes bangladaises participent davantage à la prise de décisions en cas de catastrophe, par le biais de comités locaux et d'organisations communautaires créés par le gouvernement et les ONG. Dans le cadre du Programme d'action national pour l'adaptation (PANA) de la Convention-cadre des Nations Unies sur les changements climatiques, le Bangladesh publie en 2005 un document de stratégie pour la réduction de la pauvreté qui intégrait la problématique hommes-femmes dans son plan d'adaptation au changement climatique, mais en 2008, ces objectifs et politiques ne sont pas pleinement mis en œuvre.

### Mozambique
Le gouvernement du Mozambique a adopté une stratégie et un plan d'action pour l'égalité des sexes, l'environnement et le changement climatique au début de 2010, étant le premier gouvernement au monde à le faire. Dans son plan d'action de phase II, Alcinda António de Abreu, alors ministre de l'Environnement, commente que « l'adaptation au réchauffement climatique et l'atténuation de ses effets [dépendent] de l'utilisation durable et du contrôle équitable des ressources naturelles - ainsi que de tous les avantages qui en découlent. Les citoyens, quel que soit leur statut social ou leur sexe, dans tous les domaines de la vie économique et politique, ont un rôle à jouer dans cet effort critique. »

### Afrique du Sud
En 2010, l'Afrique du Sud était la plus grande économie d'Afrique, pourtant plus de la moitié de la population vivait dans la pauvreté et beaucoup étaient au chômage[source insuffisante]. Les populations appauvries d'Afrique du Sud dépendent fortement de l'agriculture et des ressources naturelles pour vivre. Beaucoup de ruraux pauvres en Afrique du Sud sont des femmes qui n'ont qu'un accès limité à la propriété, aux revenus, au crédit, aux ressources et au pouvoir.
En Afrique du Sud, les hommes s'occupent traditionnellement du bétail et les femmes du potager, mais en cas de sécheresse prolongée, de nombreux ménages perdent leur bétail. 
La compréhension du changement climatique en Afrique du Sud repose principalement sur l'expérience et les connaissances locales, qui sont communiquées oralement.

### Inde
Le Climate & Development Knowledge Network a commandé un film sur les femmes et le changement climatique en Inde. Réalisé par Krishnendu Bose, le film examine la manière dont les femmes, qui représentent les deux tiers de la main-d'œuvre agricole, sont représentées dans la politique agricole. Il décrit les défis rencontrés par les femmes rurales quand la sécheresse et les inondations nuisent à leurs moyens de subsistance et à leur capacité à cultiver des légumes et élever du poisson. Il montre quelques cas où des techniques ingénieuses sont intégrées dans l'agriculture malgré les défis du changement climatique et de la pauvreté, comme l'histoire de Rita Kamila, qui nourrit ses poulets dans ses champs inondés afin d'augmenter le nombre de poissons qui y vivent. Elle gagne de l'argent grâce au développement de son stock de poisson. Le film appelle les décideurs politiques à soutenir des initiatives locales comme celle de Rita pour renforcer la résilience au changement climatique et pour améliorer le travail que les femmes font déjà pour protéger les communautés. Seuls les agriculteurs propriétaires fonciers ont droit aux programmes gouvernementaux, mais seulement 10% des agriculteurs propriétaires fonciers sont des femmes. Il est donc essentiel d'élargir l'accès des femmes aux programmes gouvernementaux.

## Controverses

### «Femmes aussi vulnérables» vs «Femmes aussi vertueuses»
Il y a deux thèmes concordants qui émergent lors de l'examen du changement climatique et du genre : « Les femmes sont vulnérables ou vertueuses par rapport à l'environnement. » Cela signifie que les femmes vivant dans les pays du Sud sont plus susceptibles d'être affectées par le changement climatique que les hommes de ces pays et que les hommes du Nord sont plus susceptibles de contribuer au changement climatique que les femmes. Ces hypothèses sur la vulnérabilité et la vertu des femmes sont négatives car elles renforcent les biais mondiaux Nord / Sud, à savoir que les femmes du Sud sont pauvres et sans défense et que les femmes du Nord sont bien éduquées et écologistes. Ces débats sont également négatifs en ce qu'ils détournent l'attention du changement climatique.
Les femmes possèdent en outre des compétences et des connaissances uniques, qui sont importantes pour élaborer des réponses équitables et durables au changement climatique. Le rapport de l'UNFPA sur l'état de la population mondiale 2009 « Face à un monde qui change, les femmes, la population et le climat » identifie les femmes comme des acteurs importants dans la mobilisation contre le changement climatique. Le rapport cite Wangari Maathai : « les femmes détiennent la clé de l'avenir du climat » ; « Lorsque nous parlons de réduire les émissions dues à la déforestation et à la dégradation, nous devons nous concentrer sur les femmes […] » Plus précisément, Carolyn Sachs étudie les luttes que mènent les femmes à l'échelle mondiale dans le développement agricole.